# Vực (virus học)
Vực (tiếng Anh: Realm) là bậc phân loại cao nhất được thiết lập cho virus bởi Ủy ban Quốc tế về Phân loại Virus (ICTV), cơ quan giám sát việc phân loại virus. Sáu vực virus được công nhận và hợp nhất bởi những đặc điểm cụ thể được bảo tồn cao:
- Adnaviria, chứa các virus dạng sợi lưu trữ với bộ gen DNA sợi đôi (DS) dạng A mã hóa một loại protein Capsid chính xoắn ốc alpha độc đáo;
- Duplodnaviria, chứa tất cả các virus dsDNA mã hóa protein vỏ chính HK97;
- Monodnaviria, chứa tất cả các virus DNA chuỗi đơn (ssDNA) mã hóa một siêu họ endnuclease HUH và hậu duệ của chúng;
- Riboviria, chứa tất cả các virus RNA mã hóa RNA polymerase phụ thuộc RNA và tất cả các virus mã hóa enzyme phiên mã ngược;
- Ribozyviria, chứa các virus giống viêm gan delta với bộ gen ssRNA hình tròn, có ý nghĩa tiêu cực;
- và Varidnaviria, chứa tất cả các virus dsDNA mã hóa protein vỏ chính dạng cuộn thạch dọc.

Các bậc phân loại phụ của vực virus học tương tự như các bậc phân loại phụ của vực sinh học, nhưng khác ở chỗ vi rút trong một vực không nhất thiết phải có chung một tổ tiên dựa trên nguồn gốc chung cũng như các vực không có chung một nguồn gốc. Thay vào đó, việc gộp nhóm vi-rút dựa trên những đặc điểm cụ thể được bảo tồn cao theo thời gian, những đặc điểm này có thể có được trong một lần hoặc nhiều lần. Như vậy, mỗi vực đại diện cho ít nhất một trường hợp virus xuất hiện. Mặc dù về mặt lịch sử, rất khó để xác định mối quan hệ tiến hóa sâu sắc giữa các loại vi-rút, nhưng trong thế kỷ 21, các phương pháp như metagenomics và kính hiển vi điện tử đông lạnh đã cho phép những nghiên cứu như vậy diễn ra, dẫn đến việc thành lập vực Riboviria vào năm 2018, ba vực vào năm 2019 và hai vực vào năm 2020.

## Đặt tên
Tên của các vực bao gồm phần đầu tiên mang tính mô tả và hậu tố -viria, là hậu tố được sử dụng cho các vực vi rút. Phần đầu tiên của Duplodnaviria có nghĩa là "DNA kép", ám chỉ virus dsDNA, phần đầu tiên của Monodnaviria có nghĩa là "DNA đơn", ám chỉ virus ssDNA, phần đầu tiên của Riboviria được lấy từ axit ribônuclêic (RNA), và phần đầu tiên của Varidnaviria có nghĩa là "các DNA khác nhau". Đối với viroid, hậu tố được chỉ định là - viroidia và đối với satellite, hậu tố là -satellitia, nhưng tính đến năm 2019, cả vực viroid và satellite đều chưa được chỉ định.

## Phân vực
Trong virus học, bậc phân loại cao thứ hai do ICTV thiết lập là phân vực (bậc phụ), ngay dưới vực. Các phân vực của virus sử dụng hậu tố -vira, các phân vực viroid sử dụng hậu tố -viroida, và các satellite sử dụng hậu tố -satellitida. Dưới phân vực là giới. Tính đến năm 2019, không có đơn vị phân loại nào được mô tả ở bậc này.